# Hemerobius vagans
Hemerobius vagans is een insect uit de familie van de bruine gaasvliegen (Hemerobiidae), die tot de orde netvleugeligen (Neuroptera) behoort. 
Hemerobius vagans is voor het eerst wetenschappelijk beschreven door Banks in 1937.